# TV Hegi
Der TV Hegi ist ein Turnverein aus dem Quartier Hegi in der Schweizer Stadt Winterthur.

## Organisation
Der Verein ist in vier Riegen und sechs Sektionen strukturiert. Er besitzt eine Aktiv-, Männer-, Damen- und Frauenriege, eine Mädchen- und Jungenriege, eine Männer- und Damenriege und eine Aktivriege. Im Nachwuchsverein existiert das Eltern-Kind-Turnen, das Kinderturnen sowie die Jugend- und Mädchenriege.

## Geschichte
Der Verein wurde am 26. Juli 1916 im Saal zur Mühle gegründet. Zur Gründerzeit gab es in Hegi noch keine Turnhallen, geturnt wurde in grossen Scheunen. Erst mit der Stadtvereinigung 1922 bekam der Verein durch den Bau neuer Schulen eine Turnhalle. 1924 wurde der Verein Turnfestsieger in Hallau, und 1925 konnte man am Eidgenössischen Turnfest im Weitsprung die höchste Note erzielen.
Zu Beginn der 1950er-Jahre kam Vereinsmitglied Ernst Gebendinger zu internationalen Ehren, als er an den Turn-Weltmeisterschaften 1950 in Basel dreimal Gold und 1952 an den Olympischen Spielen in Helsinki zusammen mit der Schweizer Mannschaft Silber holte. Ab 1965 konnte der Verein in der Schulanlage Hegifeld trainieren, die auch gute Aussenanlagen bot.
In den 2010er- und 2020er-Jahren nahmen die Gebrüder Taha Serhani und Samir Serhani als Teil des Nationalkaders an internationalen Wettkämpfen teil. 2019 und 2021 wurde Taha Serhani Schweizer Meister am Reck, während sein jüngerer Bruder Samir Serhani 2017 Silber im Mannschaftswettkampf sowie am Reck als bestes Resultat vorweisen kann.